# Chaetodon austriacus
El Chaetodon austriacus es una especie de pez marino del género Chaetodon, familia Chaetodontidae.

## Morfología
Posee la morfología típica de su familia, cuerpo ovalado y comprimido lateralmente. Al igual que las otras especies con las que comparte el género, destaca en coloración. Su coloración de base es amarilla, con un patrón de líneas paralelas oscuras a lo largo del cuerpo. Su cabeza es lisa, con una franja negra vertical que atraviesa el ojo y otra en paralelo hacia la parte posterior. Su boca es estrecha y puntiaguda, resultado de la especialización condicionada por su alimentación principal: los pólipos coralinos. La parte trasera de la aleta dorsal, que es azul claro, y las aletas anal y caudal, son de color negro intenso, ribeteadas en dorado. Una de las rayas horizontales del cuerpo, situada junto ala aleta dorsal, forma una mancha oscura alargada distintiva. Las aletas pectorales son transparentes y las pélvicas son amarillas. 
Tiene 13 espinas dorsales, entre 20 y 21 radios blandos dorsales, 3 espinas anales, 19 radios blandos anales, y 24 vértebras.
Alcanza hasta 13 cm de longitud.

## Alimentación
Son coralívoros obligados y se alimentan principalmente de los pólipos de corales. No obstante, también comen huevos de gasterópodos y anémonas.

## Reproducción
Son dioicos, o de sexos separados, ovíparos, y de fertilización externa. El desove sucede antes del anochecer. Forman parejas durante el ciclo reproductivo, pero no protegen sus huevos y crías después del desove.

## Hábitat
Es un pez costero, y toma como hogar los arrecifes, en especial las lagunas y los arrecifes periféricos repletos de corales. Especie no migratoria, asociada a arrecifes. Los juveniles se protegen en grupo en la misma colonia coralina hasta que alcanzan la madurez. Se les ve preferentemente en parejas, o solitarios, rara vez forman "escuelas" de pocos individuos, y son territoriales. 
Su rango de profundidad está entre 1 y 20 metros.

## Distribución geográfica
Su población es común y estable, y se distribuye en el oeste del océano Índico, en el mar Rojo y el golfo de Adén.
Es especie nativa de Arabia Saudí; Egipto; Eritrea; Israel; Jordania; Somalia; Sudán; Yemen y Yibuti.

## Galería

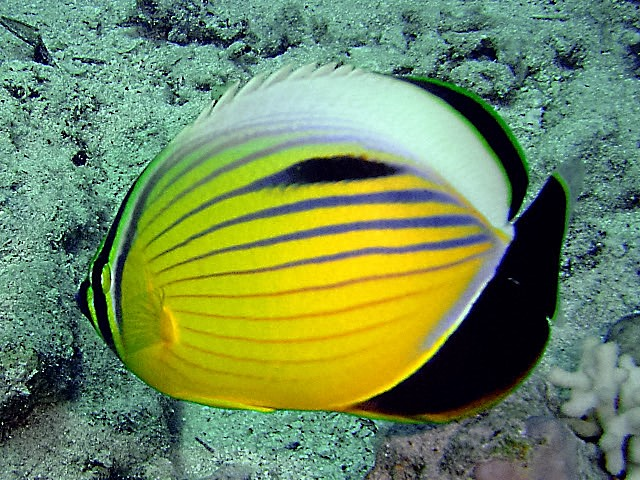
Con la aleta dorsal expandida, en Sharm el Sheik, Egipto.
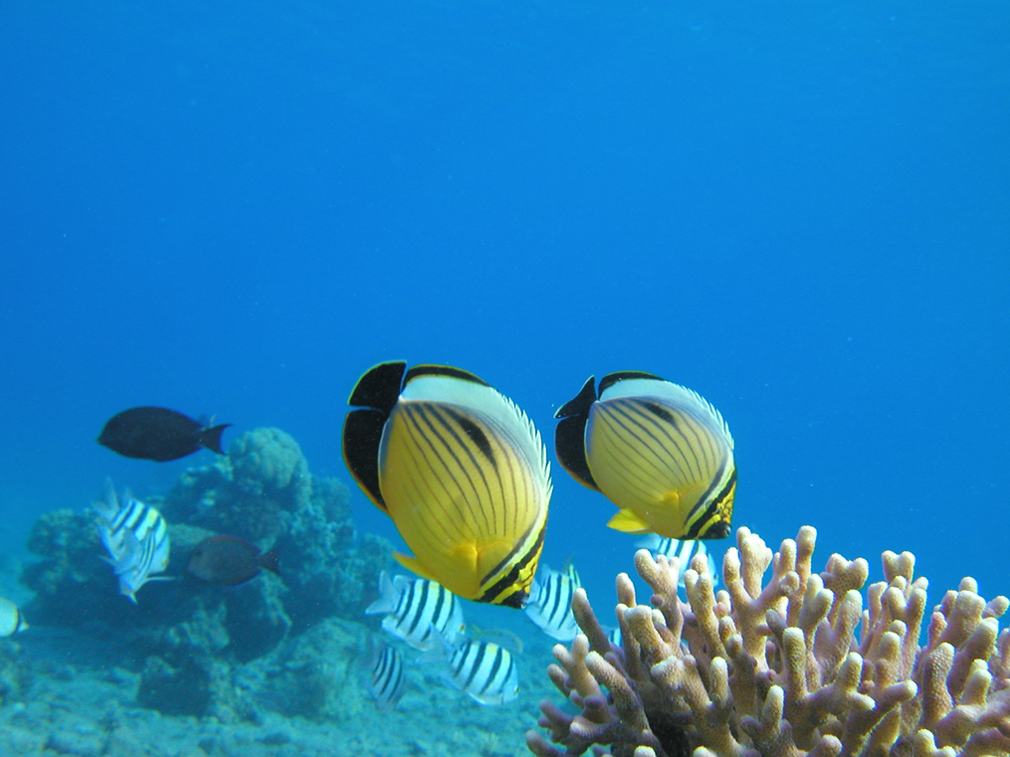
Pareja alimentándose en una colonia coralina.
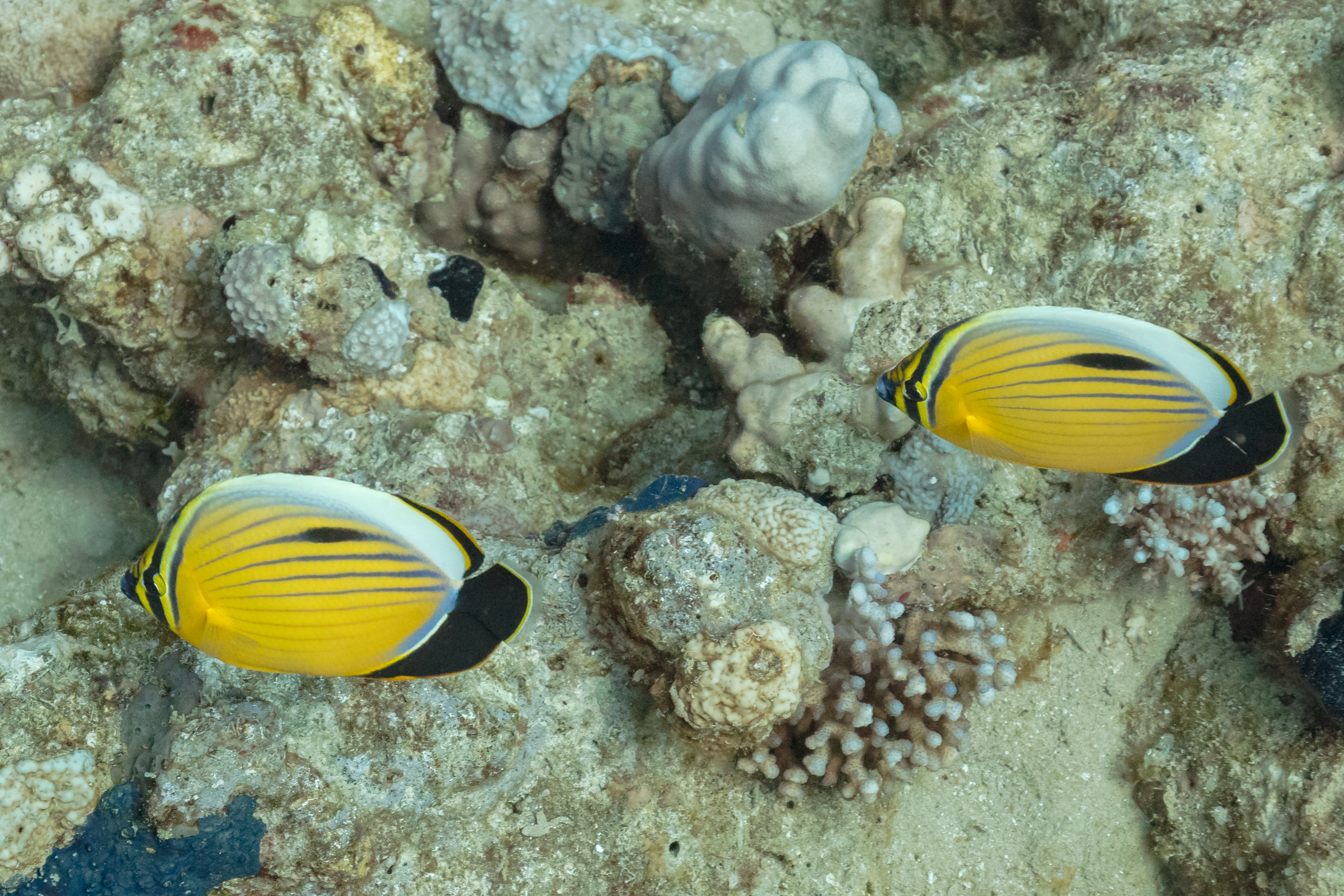
Ejemplares de Ras Muhammad, Egipto.
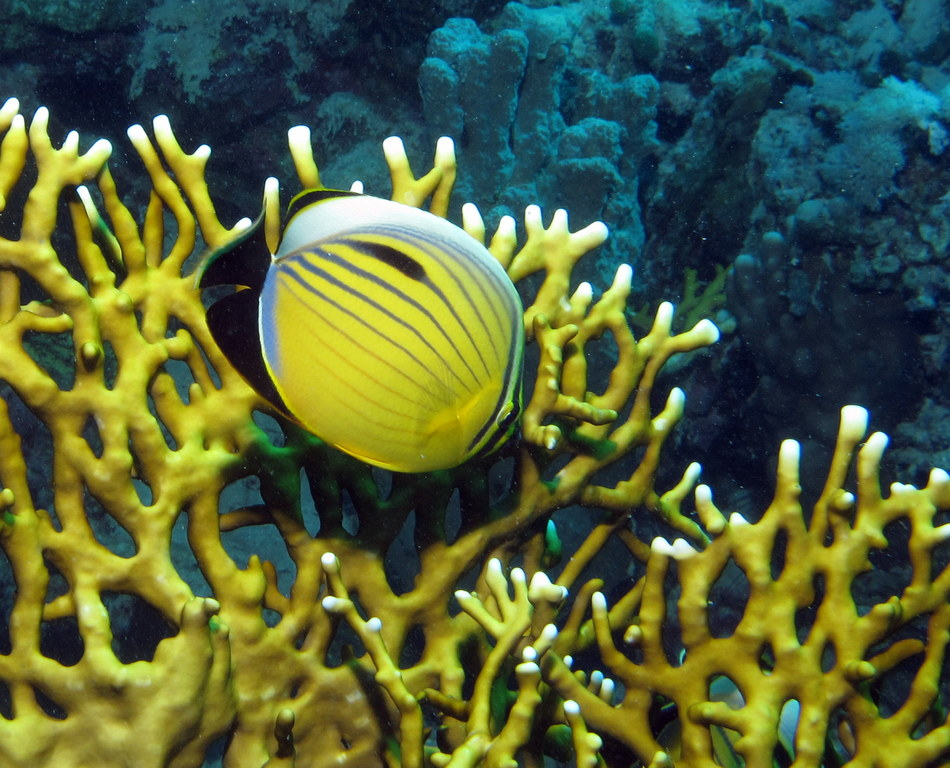
Alimentándose en una colonia de Millepora dichotoma en  Marsa Shouna, mar Rojo.
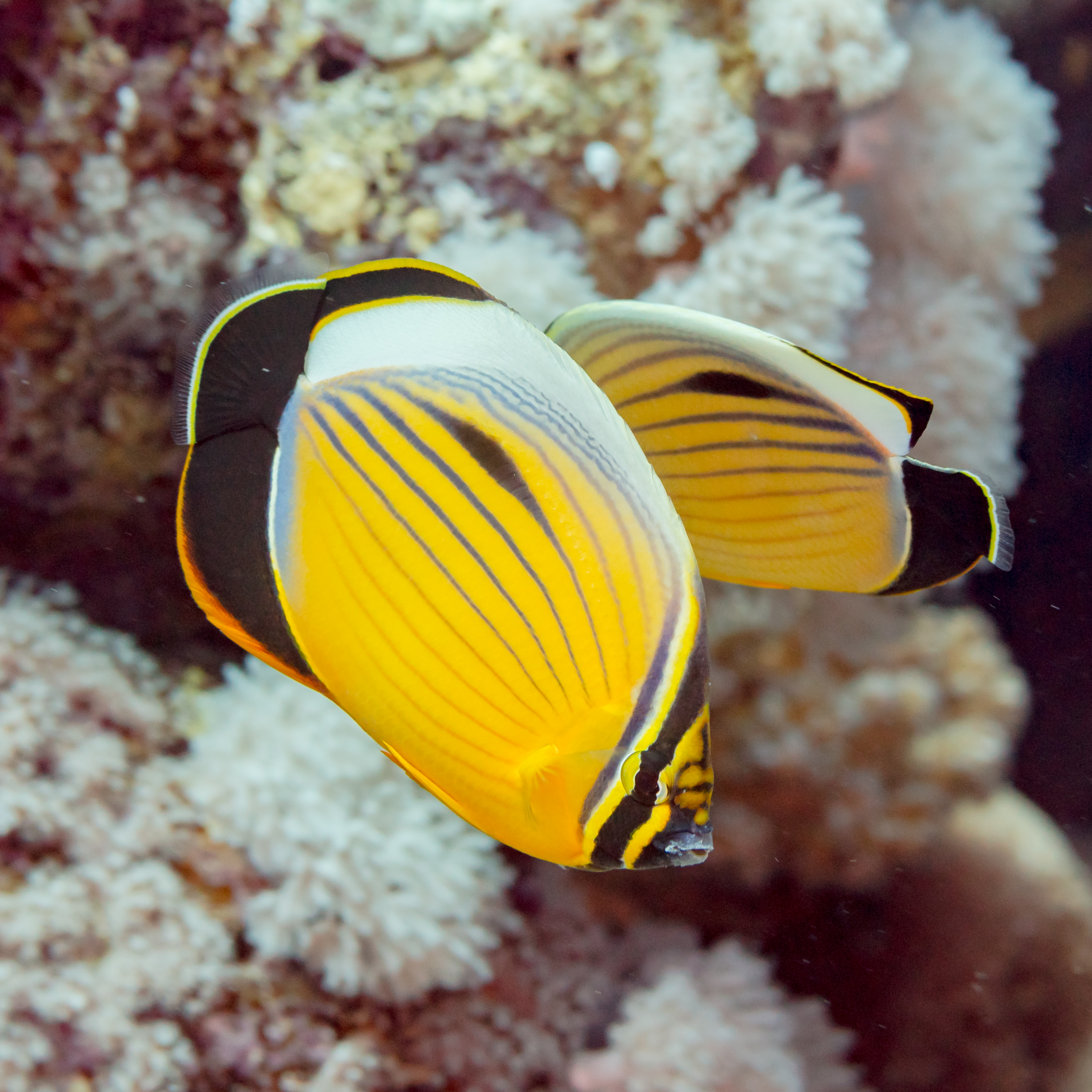
Pareja en Port Galib, Egipto.
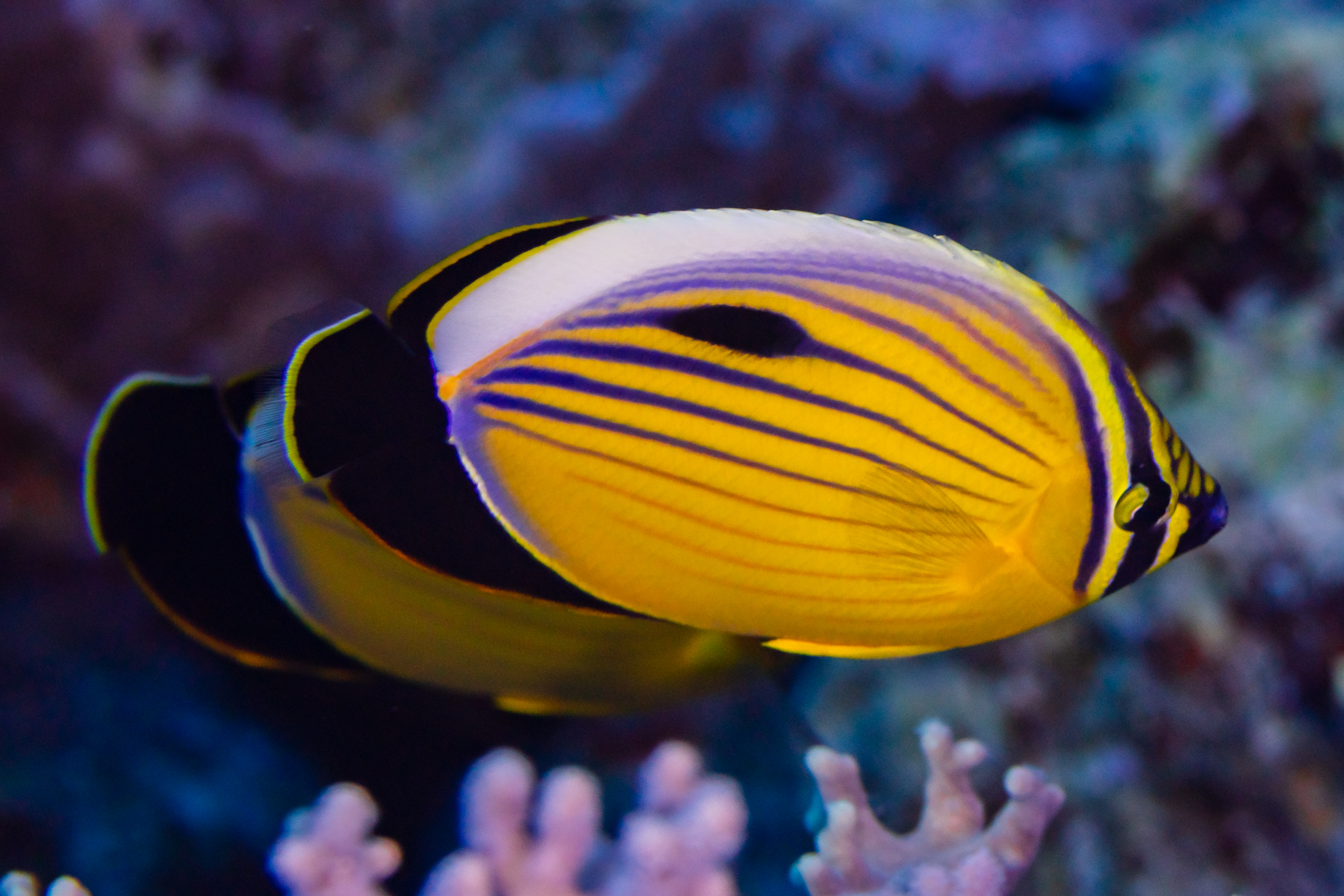
Pareja en el mar Rojo.